# エルンスト・ヴィット

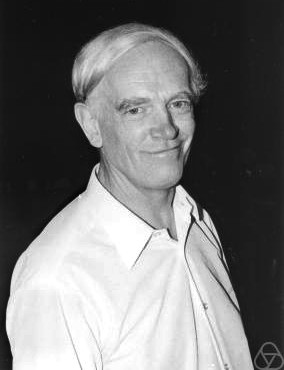
エルンスト・ヴィット

エルンスト・ヴィット（Ernst Witt, 1911年6月26日 - 1991年7月3日）はアルス島生まれのドイツの数学者。生後間もなく両親とともに中国へ渡り、9歳になるまでヨーロッパに戻ることはなかった。
学校を卒業した後、フライブルク大学およびゲッティンゲン大学に通い、エミー・ネーターの下でPh.Dを取得した後、教員となった。その後1937年から1979年まではハンブルク大学で教壇に立った。1940年には、その後リーチ格子と呼ばれるようになるものをジョン・リーチよりも15年早く発見していたが、出版しなかった。1991年、ハンブルクで没。
ヴィットの業績は主に二次形式の理論や代数的関数体に関わるものであった。